# 할선법

할선법의 처음 두 시행. 붉은 선은 함수 f이고 푸른 선은 할선이다. 이런 특수한 경우 할선법은 수렴하지 않는다.

수치해석에서 할선법은 근 찾기 알고리즘의 하나이다. 할선의 근을 연속적으로 찾는 것으로 시행한다. 뉴턴 방법에서 도함수를 사용하는 대신 함수값 2개를 사용하는 근사로 생각할 수도 있다. 하지만 뉴턴 방법과 무관하게 발견되었다.

## 방법
할선법은 다음과 같이 반복적 시행으로 정의된다.
{\displaystyle x_{n}=x_{n-1}-f(x_{n-1}){\frac {x_{n-1}-x_{n-2}}{f(x_{n-1})-f(x_{n-2})}}={\frac {x_{n-2}f(x_{n-1})-x_{n-1}f(x_{n-2})}{f(x_{n-1})-f(x_{n-2})}}}
허용 오차를 ε이라고 할 때, 할선법은 다음 조건에서 정지한다.
{\displaystyle |f(x_{n})|\leq \epsilon ,\quad |x_{n+1}-x_{n}|\leq \epsilon \quad or\quad {\frac {|x_{n+1}-x_{n}|}{|x_{n+1}|}}\leq \epsilon }

## 같이 보기
- 이분법 : 할선법은 이분법보다 빠르게 근으로 근사한다.[3]
- 뉴턴 방법

## 참고 문헌
- Abdelwahab Kharab; Ronald B. Guenther (2013). 《An Introduction to Numerical Methods A MATLAB Approach》 [이공학도를 위한 수치해석]. 학산미디어. ISBN 978-89-966211-8-8.